# Lamma hikyit maryam
Lamma hikyit maryam é um filme de drama libanês de 2001 dirigido e escrito por Assad Fouladkar. Foi selecionado como representante do Líbano à edição do Oscar 2002, organizada pela Academia de Artes e Ciências Cinematográficas.

## Elenco
- Bernadette Hodeib -  Maryam
- Talal El-Jordi - Ziyad
- Renée Dik
- Umaya Lahoud
- Joseph Abu-Dames
- Randa Alam